# Бинго (песен)
Бинго е песен – сингъл на българския рап изпълнител и музикален продуцент Худини (Hoodini) с участието на F.O. и Dim4ou, от албума Худинизъм (2014) . Видеото към песента завършва на #34 в годишната класация Топ 40 на Vbox7.com за най-гледани клипове за 2013 г. . Песента се издава и разпространява от музикална компания Hood'G'Fam Entertainment на digital download .

## Автори и екип
Текст – Стоян Иванов, Михаил Митев, Димчо Харалампиев

Музика – Стоян Иванов

Аранжимент – Стоян Иванов

Микс – Петко Иванов

Музикални продуценти – Hoodini и Fang

Изключителен продуцент – Fang

Режисьор на видеото – Bashmotion
1. ↑  Списък с песни от „Худинизъм“[неработеща препратка]
2. ↑  Топ 40 за 2013 във Vbox7.com
3. ↑  Бинго в iTunes